# Phil Baker a Drew Vaupen
Phil Baker a Drew Vaupen jsou američtí televizní scenáristé a producenti. Společně tvoří tým. Jejich nejznámější práce je vytvoření Disney Channel situační komedie Hodně štěstí, Charlie, kde sloučí jako výkonní výrobci. K některým jejich projektů patří Doupě, Správná Susan, Téměř dokonalá aféra, Common Law, Rodney a Sonny ve velkém světě.

## Tvorba
- Doupě (1995, scenáristé, 8 epizod)
- Téměř dokonalá aféra (1995, kreativní konzultanti pro 8 epizod, scenáristé pro jednu epizodu)
- Common Law (1996, scenáristé, 1 epizoda)
- George & Leo (1997, scenáristé, 1 epizoda)
- Správná Susan (1997-1999, producenti a scenáristé)
- Love & Money (1999, scenáristé)
- Cursed (2000, scenáristé)
- Muži, ženy a psi (2001, scenáristé)
- Maybe It's Me (2001-2002, konzultantní producenti, scenáristé pro jednu epizodu)
- Co mám na tobě ráda (2002-2003, výkonní producenti pro 6 epizod, scenáristé pro jednu epizodu)
- Rodney (2004-2006, výkonní producenti, supervising producenti a scenáristé)
- Sonny ve velkém světě (2009, supervising producenti pro 10 epizod, scenáristé pro 2 epizody)
- Hodně štěstí, Charlie (2010-dosud, tvůrci, výkonní producenti a scenáristé)
- Hodně štěstí, Charlie: Film o velké cestě (2011, výkonní producenti)